# Nördlicher Luo He
Der Nördliche Luo He bzw. Nördliche Luo-Fluss (chinesisch 北洛河, Pinyin Běi Luò Hé – „Nördlicher Luo He“), im  Chinesischen gewöhnlich Luo He (洛河) genannt, ist ein Nebenfluss des Wei-Flusses (Wei He) in Nordwest-Shaanxi. Er hat eine Länge von ca. 500 km.